# Wildweed
Wildweed (Animal Records 1985) est le premier album solo de Jeffrey Lee Pierce, qui est aussi le leader du groupe de Punk The Gun Club.

## Titres
1. Love & Desperation
2. Sex Killer
3. Cleopatra Dreams On
4. From Temptation to You
5. Sensitivity
6. Hey Juana
7. Love Circus
8. Wildweed
9. The Midnight Promise
10. Open the Door Osiris
11. The Fertility Goddess
12. Portrait of the Artist In Hell (Chris & Maggie Meet Blind Williw McTell at a James Brown Concert)
13. Get Away
14. Love & Desperation (Midnight Mix)